# مارک بین باکار
مارک بین باکار (انگلیسی: Mark Bin Bakar؛ زاده ) یک موسیقی‌دان و نویسنده استرالیایی است.